# Litiomarsturite
La litiomarsturite è un minerale.